# Nanok
Østgrønlandsk Fangstkompagni Nanok, kurz Nanok, war eine dänische Handelskompanie, die ab 1929 in Nordostgrönland Jagd betrieb.

## Geschichte

### Gründung
Nanok wurde am 20. Mai 1929 in Kopenhagen vom Fischer Leander E. Emskær Larsen, dem Staatsanwalt Svend Engelhardt und dem Juristen Johannes Gerhardt Jennov gegründet. Im Gründungsvorstand saßen der Ingenieur Henry Tuxen, der Marineoffizier Godfred Hansen und Mitgründer Svend Engelhardt, während Jennov Direktor wurde und dies Jahrzehnte lang blieb. Die Kompanie sollte die Aktivitäten der 1926 aufgelösten Østgrønlandsk Kompagni übernehmen und Leander E. Emskær Larsen hatte bereits in dieser gedient. Auch der Gründer der Vorgängerkompanie, Hans Ludvig Jensen hatte an der Gründung von Nanok mitgewirkt. Das Aktienkapital gehörte dem Handelskonzern Nordisk Trust Kompagni, der in Grönland aktiven Kryolitselskabet sowie privaten Investoren.

### Die erste Überwinterung
Es war nicht gelungen, ein Schiff in Dänemark zu finden, weswegen man stattdessen die Birkild im konkurrierenden Norwegen charterte. Am 2. August 1929 stach das Schiff mit einer Besatzung von zwölf Mann und ebenso vielen Hunden, offenbar größtenteils keine Schlittenhunde, in Kopenhagen in See. Zur Mannschaft gehörten vier Jäger, die bereits von 1919 bis 1924 für die Østgrønlandsk Kompagni gedient hatten, sechs weitere Jäger, der Geologe Richard Bøgvad, der für die Kryolitselskabet nach Kryolithvorkommen in Nordostgrönland Ausschau halten sollte, und Direktor Johannes Gerhardt Jennov. Das Schiff erreichte am 19. August Germania Havn. Dort traf man auf konkurrierende norwegische Jäger, aber einigte sich auf eine Aufteilung der Jagdgründe, um sich nicht in die Quere zu kommen. Die Norweger berichteten zudem, dass die Jagdstation Carlshavn, die zu den Stationen gehörte, die Nanok vom Staat übernommen hatte, der sie für die aufgelöste Vorgängerkompanie verwaltet hatte, 1927 besetzt worden und dabei versehentlich abgebrannt war, aber sie erklärten sich zugleich bereit, sie selbst wieder aufzubauen und den dänischen Jägern zu übergeben. Tags darauf erreichte die Birkild ihr Ziel und errichtete die Jagdstation Hochstetter. Gemeinsam mit Sandodden und Germaniahavn wurde Hochstetter für die erste Überwinterung genutzt. Im Oktober 1929 ging die Nordisk Trust Kompagni des Unternehmers Harald Plum konkurs, woraufhin dieser Selbstmord beging. Dies führte zu starken finanziellen Verlusten für Nanok, aber die noch junge Kompanie konnte gerettet werden. Hans Ludvig Jensen, der ebenfalls als Jäger mitgereist war, fiel im November 1929 in eine Meereisspalte und zog sich schwere Erfrierungen zu, von denen er sich erst im folgenden Frühsommer erholt hatte. Eine Gruppe um Richard Bøgvad untersuchte im Mai 1930 vermeintliche Kryolithvorkommen bei Danmarkshavn, die sich aber nicht bewahrheiteten. Es zeigte sich zudem, dass das vermeintlich kollegiale Nebeneinander der dänischen und norwegischen Jäger angesichts der politischen Lage nur eine Illusion war. Jennov hatte den Norwegern noch beim Transport von Baumaterialien geholfen und daraufhin im Gegenzug die Norweger gebeten, ein Telegramm nach Dänemark zu senden, damit sie mehr Baumaterialien erhielten. Das Telegramm wurde nie abgeschickt, Carlshavn wurde nie wieder aufgebaut und weiteres 1923 deponiertes Baumaterial war 1927 von den Norwegern gestohlen worden.

### Jahre im Streit mit Norwegen
Im Sommer 1930 errichtete man als Ersatz für Carlshavn die Station Knudshoved. Dazu wurden neun kleine Hütten und im Frühjahr 1931 drei weitere Hütten errichtet. Einerseits hatten die Norweger mit den kleinen Hütten Erfolge, andererseits sah man darin die Chance schneller Gebiete annektieren zu können. Die Überwinterung fand in den Stationen Sandodden, Knudshoved, Germaniahavn und Hochstetter statt. Im Frühjahr 1931 reiste eine Gruppe nach Ittoqqortoormiit, um dort das Telegramm abzuschicken. 1931 begann die Dreijahresexpedition von Lauge Koch. Norwegen sah die Expedition als Angriff auf die eigenen Ansprüche in Nordostgrönland und der seit spätestens 1921 schwelende Konflikt eskalierte, was Nanok in Dänemark große Aufmerksamkeit einbrachte. Am 10. Juli 1931 okkupierte Norwegen Eirik Raudes Land, das die ganze südliche Hälfte Nordostgrönlands umfasste.
Als die Expedition im Sommer 1931 begann, wurde das Expeditionsschiff Godthaab auch für den Transport von Nanok benutzt. An Bord des Schiffes war auch eine kleine Radiostation, die in Hochstetter errichtet werden sollte und die durch von der Zeitung Ekstra Bladet gesammelte Spendengelder finanziert worden war. Die Station ging doch nie in Betrieb, da die Batterie defekt war und sich der Telegrafist im Dezember 1931 Erfrierungen zuzog, von denen er sich in Eskimonæs erholte. Insgesamt überwinterten 1931/32 fünf Personen von Nanok in Grönland, verteilt auf Sandodden und Hochstetter (und unfreiwillig Eskimonæs).
1932 fuhr die Gustav Holm für Nanok nach Nordostgrönland. In diesem Jahr errichtete man die Jagdstation Bessel Fjord. Jennov reiste in die Dove Bugt, um dort an der Hvalrosodden eine Radiostation und mehrere Hütten zu errichten. In diesem Winter überwinterten neun Männer in Nordostgrönland, nämlich in Hochstetter, Bessel Fjord und Hvalrosodden. Um in diesem Jahr die Telegrafieverbindung zu sichern, hatte man gleich zwei Telegrafisten mitgenommen, wobei der eine am 8. April 1933 in einem Schneesturm umkam. Drei Tage zuvor hatte der Internationale Gerichtshof in Den Haag beschlossen, dass die norwegischen Ansprüche in Grönland unbegründet waren und damit die dänische Souveränität über ganz Grönland international anerkannt. Nanoks Aktivitäten waren ein entscheidender Punkt beim Urteil gewesen. Einerseits hatte die Kompanie somit ihr Ziel erreicht, andererseits verschwand somit schlagartig das öffentliche Interesse an ihr. Staatliche Unterstützung wurde nun plötzlich abgelehnt, da die wirtschaftlichen Erfolge sich in Grenzen hielten.

### Nach dem Urteil von Den Haag
Im Sommer 1933 befuhren die Gustav Holm und die Godthaab immer noch im Rahmen der Dreijahresexpedition für Nanok nach Nordostgrönland. In diesem Winter überwinterten sechs Personen in Hochstetter und Hvalrosodden. Im folgenden Frühjahr gelang es doch noch zumindest eine kleine finanzielle Hilfe von der Regierung zu erhalten.
1934 fuhr erneut die Gustav Holm für Nanok nach Grönland, womit man auch im vierten Jahr in Folge die Transportkosten sparte. Lauge Koch war hierüber nicht sonderlich froh und wollte eigentlich nicht seine Expeditionsschiffe für Nanok bereitstellen. Aus diesem Grund weigerte er sich 1934 die nördlichen Stationen um Hvalrosodden anzulaufen – mit dem erfundenen Argument, dass die Eisverhältnisse dies unmöglich machten. Die Mannschaft dort musste also notgedrungen ein weiteres Jahr dort bleiben. Im Winter 1934/35 überwinterten insgesamt zwölf Personen, darunter der Fotograf Leo Hansen, in Sandodden, Hochstetter und der Expeditionsstation Kulhus, die Lauge Koch der Mannschaft von Hvalrosodden zur Verfügung gestellt hatte.
Im Sommer 1935 finanzierte die Regierung den Transport mit der Godthaab, lehnte aber weitere Hilfen ab. Aufgrund der Eisverhältnisse konnte das Schiff Nordostgrönland jedoch nicht erreichen und musste umkehren. Mit einem Flugzeug und norwegischer Hilfe gelang es jedoch Leo Hansen und vier Jäger zu evakuieren, wobei einer von ihnen an Skorbut litt. Die übrigen sieben Männer überwinterten mit knapper Versorgung in Sandodden und Hochstetter.
Die Zeitung Berlingske Tidende half 1936 der finanziell notleidenden Kompanie. Dieses Jahr hatte man die Gustav Holm zur Verfügung, aber aufgrund der Probleme im Vorjahr hatte der Kapitän die Anweisung bekommen, nicht zu weit nach Norden zu fahren, obwohl dies problemlos möglich gewesen wäre. Somit wurde Hvalrosodden auch in diesem Jahr nicht versorgt und Mannschaft und Material stattdessen in Hochstetter abgeladen. Im November 1936 wurde Nanok vom See- und Handelsgericht zu einer Erstattung für die 1934 nicht abgeholten Jäger verurteilt. In diesem Jahr überwinterten sechs Personen in Sandodden, Hochstetter und der leerstehenden norwegischen Station Ottostrand.
Im Folgejahr konnte die Gustav Holm Grönland wieder nicht erreichen und musste umkehren. Wegen der fehlenden Versorgung erkrankte einer der Männer an Skorbut. 1937 wurde Godfred Hansen als Aufsichtsratsvorsitzender von Admiral Axel Topsøe-Jensen abgelöst.
1938 verbesserte sich die wirtschaftliche Lage, da man einen jährlichen staatlichen Zuschuss aushandeln und zudem private Stiftungsmittel und Spendengelder erhalten konnte. Zudem konnte man die Gustav Holm fest erwerben. Dadurch war es möglich die beiden Stationen Mønstedhus und Ålborghus errichten. In diesem Jahr überwinterten dreizehn Personen verteilt auf die Stationen Sandodden, Hochstetter, Mønstedhus, Ålborghus und Hvalrosodden. Im Februar 1939 kehrten zwei Männer nicht von einer Jagdreise zurück. Ihre Leichen wurden nie gefunden.
Im Folgejahr konnte die Gustav Holm Hochstetter und Mønstedhus nicht erreichen. Zwölf Männer überwinterten 1939/40 in denselben Stationen wie im Vorjahr.

### Zweiter Weltkrieg
Im April 1940 wurde Dänemark vom Deutschen Reich besetzt, wobei die Verbindung mit Westgrönland abbrach. Nanok bat darum, das Schiff Gamma im Rahmen einer Expedition für Nanok nach Nordostgrönland zu schicken, was akzeptiert wurde, aber letztlich aus finanziellen Gründen scheiterte. Daraufhin wurde Nanok von einem Mann namens Charles Hansen kontaktiert, der anbot, selbst ein norwegisches Schiff zu chartern und damit eine Expedition durchzuführen. Richard Bøgvad verhandelte mit ihm, deckte dabei aber auf, dass es sich um den Gestapo-Spion Curt Carlis Hansen handelte. Obwohl Nanok ablehnte, gelang es Hansen dennoch auf andere Weise nach Grönland zu gelangen, wo er vermutlich im Auftrag der Wehrmacht eine Radiostation errichten sollte (siehe auch Wetterstationen der Wehrmacht in der Arktis). Im Sommer 1940 bot man den in Nordostgrönland befindlichen Jägern an, mit der Fridtjof Nansen nach Island evakuiert zu werden, wovon drei von ihnen Gebrauch machten. Die übrigen neun überwinterten 1940/41 in den fünf Stationen. Dieser Winter war der wirtschaftlich erfolgreichste und man konnte 459 Fuchspelze erbeuten.
Im Sommer 1941 wurde befohlen die Jagd in Nordostgrönland einzustellen, weswegen die US-amerikanische Küstenwache, die im Krieg die Verteidigung Grönlands übernahm, vier Jäger mit der Northland evakuierten. Vier weitere blieben zurück und traten stattdessen in die Nordostgrönländische Schlittenpatrouille ein, um die Küste vor der Wehrmacht zu schützen. Insgesamt waren während des Kriegs neun Jäger für die Patrouille beschäftigt, wovon der Unternehmensvorstand erst nach dem Krieg erfuhr.

### Nachkriegszeit und Auflösung
Als Deutschland im Mai 1945 kapitulierte und Dänemark befreit wurde, begann Nanok sofort mit den Plänen für eine Wiederaufnahme der Aktivitäten in Nordostgrönland. Bereits wenige Wochen später stach die Godthaab mit Direktor Jennov und sieben Jägern an Bord in See. Der Krieg hatte dazu geführt, dass die meisten verlassenen Stationen jetzt zerstört waren. Deswegen wurden zwei neue Stationen errichtet, nämlich Zackenberg und Loch Fyne. Letztere fungierte als neue Hauptstation anstelle von Hochstetter, aber sie befand sich in einem Gebiet, das eigentlich von norwegischen Jägern genutzt wurde, was sowohl in Norwegen als auch in Dänemark für Unmut sorgte, da man eine erneute Eskalation befürchtete. Trotz Protesten aus Norwegen legte sich der Konflikt schnell wieder.
Die Regierung stellte weiterhin kostenlos Schiffe zur Verfügung, weigerte sich aber die nördlichen Stationen anzulaufen. Im Februar 1946 starb ein Jäger, als er ins Eis einbrach. Wegen der Versorgungsprobleme charterte Nanok 1948 das norwegische Schiff Søndmøringen, um selbst die nördlichen Stationen Hochstetter und Mønstedhus anfahren zu können. Im folgenden Winter konnten jedoch nur 33 Füchse erlegt werden. 1947 war es Nanok gelungen, in einem Rechtsstreit Erstattungen für den Krieg zu erhalten, und zudem erklärte sich die Regierung 1949 bereit, den staatlichen Zuschuss etwa zu verzehnfachen. Dazu kamen weitere finanzielle Hilfen in Form von Spendengeldern. Im Winter 1949/50 zog sich ein Jäger schwere Erfrierungen zu. 1950 wurde der Seeoffizier Hans Grove Bildsøe neuer Aufsichtsratsvorsitzender. Trotz der finanziellen Hilfen litt die Kompanie unter großen wirtschaftlichen Problemen, sodass man überlegte mit den norwegischen Jägern zu kooperieren und eine gemeinsame Handelskompanie zu gründen. Die Verhandlungen hierzu scheiterten jedoch. Ein Grund für die plötzlich verstärkte Hilfe aus der Politik war, dass Nanok die dänische Souveränität in Nordostgrönland beschützen konnte, aber dies wurde letztlich nicht als ausreichend betrachtet, weswegen 1950 die ab 1953 unter dem Namen Sirius-Schlittenpatrouille bekannte Überwachungseinheit gegründet wurde, die das politische Interesse an Nanok schnell wieder verschwinden ließ. Deswegen wurde 1952 jegliche Staatshilfe eingestellt, womit Nanok augenblicklich bankrottging und die Aktivitäten einstellen musste. Dies führte in der Öffentlichkeit zur Sorge, dass Norwegen nun wieder ungestört in Nordostgrönland jagen konnte. Der Staat mietete nach dem Bankrott die verlassenen Stationen und Hütten, damit die Schlittenpatrouille sie benutzen konnte.
Nanok wurde jedoch nicht aufgelöst, sondern blieb gewissermaßen als Verein für Nordostgrönlandfreunde bestehen, die sich teils um den Erhalt der Hütten kümmerte. Jennov und drei weitere Männer reisten 1954 nach Grönland, um Mønstedhus zu versetzen, da die Station sonst ins Meer gestürzt wäre. Jennov blieb noch bis 1976 Direktor, bevor er das Amt 90-jährig abgab. Sein Nachfolger wurde der ebenfalls bereits 60-jährige Mogens Graae. 1980 kündigte Nanok das Abkommen mit der Regierung über den Gebrauch der Hütten, da der Staat sich weigerte, diese zu kaufen oder den Mietpreis der Inflation anzupassen. Dennoch blieben die Hütten teilweise in Gebrauch. Graae ließ das seit vier Jahrzehnten inaktive Unternehmen 1990 auflösen.

### Neugründung
Nanok wurde 1992 von Graae als Kulturverein unter dem Namen Nordøstgrønlandsk Kompagni Nanok neugegründet, um die Hütten vor dem Verfall zu retten und Wissen über die nordostgrönländische Geschichte zu verbreiten. Zwischen 1991 und 1993 konnten bereits die Stationen Zackenberg und Loch Fyne saniert werden. Mogens Graae starb 1999.

## Stationen
| Name         | Periode                                 | Lage               | Beleg  |
| ------------ | --------------------------------------- | ------------------ | ------ |
| Germaniahavn | 1929–1931                               | 74,54° N, 18,84° W | [ 5 ]  |
| Hochstetter  | 1929–1941 1946–1952                     | 75,13° N, 19,64° W | [ 6 ]  |
| Sandodden    | 1929–1932 1934–1941 1945–1948 1949–1950 | 74,29° N, 20,21° W | [ 7 ]  |
| Knudshoved   | 1930–1932 1934–1940 1945–1946           | 73,71° N, 20,55° W | [ 8 ]  |
| Bessel Fjord | 1932–1933                               | 76,07° N, 19,99° W | [ 9 ]  |
| Hvalrosodden | 1932–1934 1938–1941                     | 76,91° N, 20,11° W | [ 10 ] |
| Mønstedhus   | 1938–1941 1946–1947 1951–1952           | 75,73° N, 19,59° W | [ 11 ] |
| Ålborghus    | 1938–1941 1950–1952                     | 76,41° N, 20,83° W | [ 12 ] |